# Neemuch
Neemuch è una suddivisione dell'India, classificata come municipality, di 107 496 abitanti, capoluogo del distretto di Neemuch, nello stato federato del Madhya Pradesh. In base al numero di abitanti la città rientra nella classe I (da 100 000 persone in su).

## Geografia fisica
La città è situata a 24° 31' 02 N e 74° 52' 11 E.

## Società

### Evoluzione demografica
Al censimento del 2001 la popolazione di Neemuch assommava a 107 496 persone, delle quali 56 509 maschi e 50 987 femmine. I bambini di età inferiore o uguale ai sei anni assommavano a 15 027, dei quali 7 843 maschi e 7 184 femmine. Infine, coloro che erano in grado di saper almeno leggere e scrivere erano 75 457, dei quali 43 662 maschi e 31 795 femmine.